# Lumitype

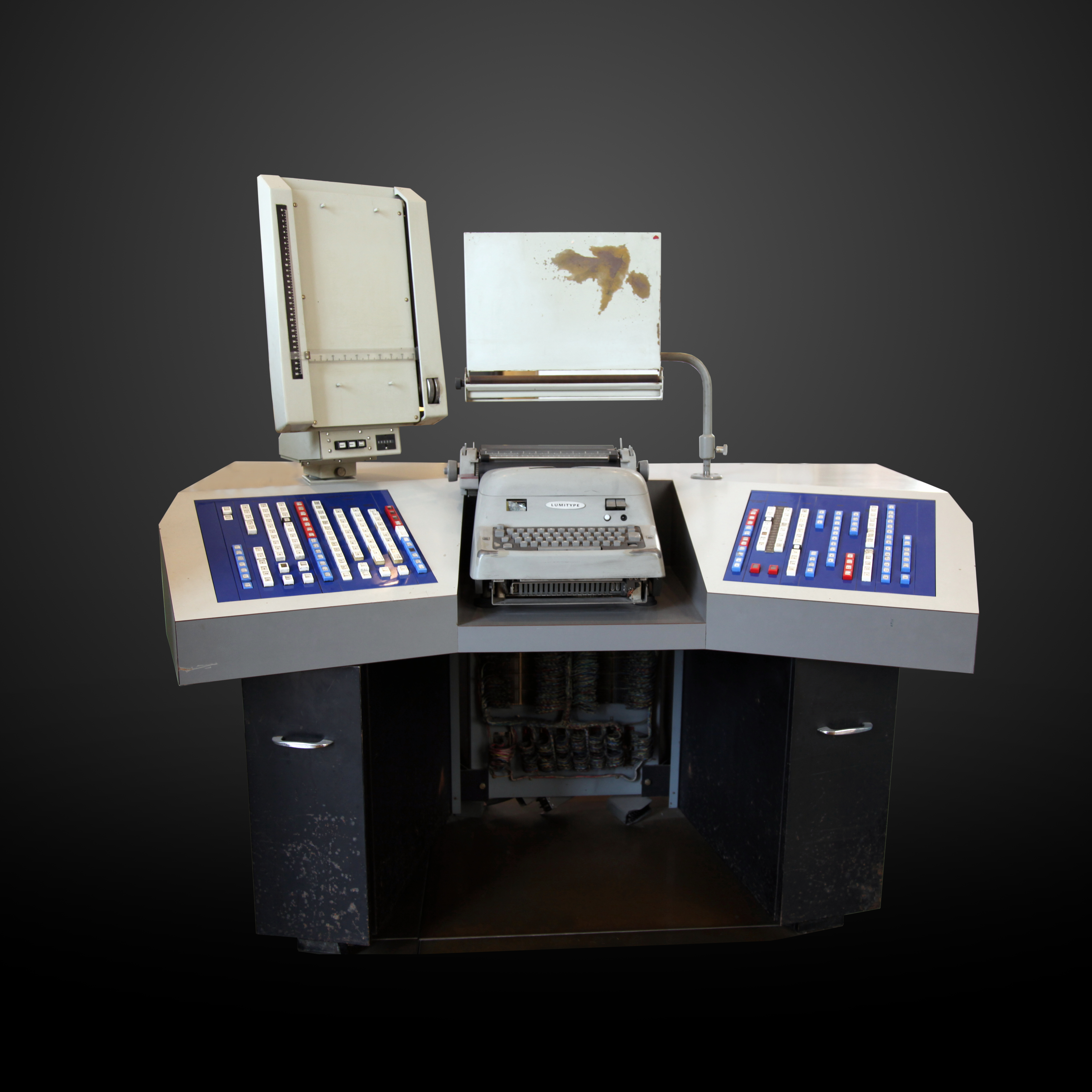
Lumitype 550-PR076-IMG 5351

Lumitype (später: Photon) ist der Name einer Fotosetzmaschine für den maschinellen Schriftsatz.
Die „Lumitype“ wurde von den Fernmeldeingenieuren René Higonnet und Louis Moyroud erfunden und in New York und Paris zwischen 1949 und 1956 entwickelt. In den USA erhielt sie die abweichende Bezeichnung „Photon“, die später ausschließlich verwendet wurde.
Sie bestand aus einer Tastatur zur Eingabe, auch Taster genannt, der ein Steuerungslochband und einen Klartext erzeugte. Das Lochband diente zur Speicherung von Text und Steuerbefehlen für die Belichtungsstation, ähnlich der Lochkarte. In einem Relaisspeicher konnte die aktuelle Zeile gespeichert werden. So ließen sich Korrekturen vornehmen und die Maschine konnte nach dem Druck auf die Zeilenende-Taste die Zeile automatisch ausschließen. Alternativ konnte das Schnellsetzverfahren „TTS“ zur Dateneingabe und Ansteuerung der Belichtungseinheit verwendet werden. In der Belichtungseinheit befand sich eine rotierende Schriftscheibe als Matrizenträger. Mit der Maschine konnten um 30.000 Zeichen in der Stunde gesetzt werden.